# Das hier ist Wasser
Das hier ist Wasser (engl. Originaltitel: This Is Water: Some Thoughts, Delivered on a Significant Occasion, about Living a Compassionate Life) ist ein Essay von David Foster Wallace. Es wurde im Jahr 2009 vom Verlag Little, Brown and Company veröffentlicht. Ulrich Blumenbach war für die Übersetzung verantwortlich, die 2012 bei KiWi-Paperbacks erschien. Der Text des Essays stammt ursprünglich aus einer Rede, die Wallace am 21. Mai 2005 vor Absolventen des Kenyon College hielt. Schon vor der offiziellen Veröffentlichung kursierte ein Transkript der Rede im Internet. Das Essay wurde zudem in The Best American Nonrequired Reading 2006 veröffentlicht.
Themen des Essays sind unter anderem „die Schwierigkeit von Empathie“ (“the difficulty of empathy”), „die Bedeutung ausgeglichen zu sein“ (“the importance of being well adjusted”) und die „essentielle Einsamkeit des Erwachsenenlebens“ (“the essential lonesomeness of adult life”). Zusätzlich argumentiert Wallace, dass der Hauptzweck höherer Bildung die Fähigkeit sei, willentlich über die Art zu entscheiden, wie man andere Menschen wahrnimmt, und dadurch angemessen im Alltag zu agieren. Er sieht die wahre Freiheit, die durch Bildung erreicht wird, in der Befähigung, angepasst, bewusst und verständnisvoll handeln zu können und damit die „Standardeinstellung“ (“default setting”) zu überwinden.
Im Roman Unendlicher Spaß von David Foster Wallace gibt es eine Zeile, die mit dem Rahmen dieses Essays in Verbindung steht: „Den Fisch, der wissen will, was Wasser ist.“
Die Marketingfirma The Glossary produzierte ein neunminütiges Video mit einer Audioaufzeichnung der Rede und veröffentlichte es im Mai 2013. Am 21. Mai 2013 wurde das Video aufgrund eines Urheberrechtsanspruchs des David Foster Wallace Literary Trust von den Videoplattformen YouTube und Vimeo gelöscht. Bis zur Löschung erreichte das Video mehr als 4 Millionen Aufrufe. Zudem existiert eine vollständige, 22-minütige Audioaufzeichnung der Rede.

## Ausgaben
- This Is Water: Some Thoughts, Delivered on a Significant Occasion, about Living a Compassionate Life. Little, Brown and Company, New York 2009, ISBN 9780316068222.
- Das hier ist Wasser / This is Water: Anstiftung zum Denken. KiWi-Paperbacks, Köln 2012, ISBN 978-3-462-04418-8.
- This Is Water / Das hier ist Wasser (Sonderedition): David Foster Wallace spricht zu Absolventen des Kenyon College, Ohio 2005. Hörbuch, tacheles!, Bochum 2013, ISBN 978-3-941168-94-7.